# Shawn Wayans
Shawn Mathis Wayans (Nova Iorque, 19 de janeiro de 1971) é um ator, DJ, produtor, roteirista, promoter e comediante americano. É conhecido por ter atuado no humorístico In Living Color, no seriado Dupla do Barulho e em filmes como Vizinhança do Barulho, Todo Mundo em Pânico, As Branquelas e O Pequenino. Seu último trabalho como ator, até agora, foi no filme Dance Flick, de 2009.
Em 2014, após uma longa pausa na carreira, voltou aos palcos ao lado de seus irmãos com o show de stand up The Wayans Brothers Tour. Atualmente, Shawn também  trabalha como DJ e organiza eventos ligados a comédia e a música.

## Biografia
Shawn Wayans, é o nono filho de dez irmãos, nascidos em Nova Iorque, filho de Elvira Alethia, uma dona de casa e assistente social, e Howell Stouten Wayans, um gerente de supermercado. Sua família era uma das Testemunhas de Jeová. Shawn Wayans cresceu no Houses Fulton em Manhattan, bairro de Chelsea em 1989 fez pós-graduação em Bayard Rustin da High School for the Humanities.

## Filmografia
| Ano  | Filme                   | Papel          | Nota                                |
| ---- | ----------------------- | -------------- | ----------------------------------- |
| 1988 | I'm Gonna Git You Sucka | Pedestre       |                                     |
| 1996 | Vizinhança do Barulho   | Ashtray        | Roteirista                          |
| 1999 | Sangue Novo             | Valentine      |                                     |
| 2000 | Todo Mundo em Pânico    | Ray Wilkins    | Roteirista Produtor (não creditado) |
| 2001 | Open Mic                | Ele mesmo      |                                     |
| 2001 | Todo Mundo em Pânico 2  | Ray Wilkins    | Roteirista e co-produtor executivo  |
| 2004 | As Branquelas           | Kevin Copeland | Roteirista e produtor               |
| 2006 | O Pequenino             | Darryl Edwards | Roteirista e produtor               |
| 2009 | Dance Flick             | Baby Daddy     | Roteirista                          |
| 2026 | Todo Mundo em Pânico 6  | Ray Wilkins    |                                     |
| TBA  | As Branquelas 2         | Kevin Copeland |                                     |

### Televisão
| Ano       | Televisão                                           | Papel          | Nota                                    |
| --------- | --------------------------------------------------- | -------------- | --------------------------------------- |
| 1991      | The Best of Robert Townsend & His Partners in Crime | Vários         |                                         |
| 1991      | MacGyver                                            | Robo           | 1 episódio                              |
| 1991-2001 | In Living Color                                     | Vários, DJ SW1 |                                         |
| 1993      | Hangin' with Mr. Cooper                             | Dominic        | 1 episódio                              |
| 1995–1999 | The Wayans Bros.                                    | Shawn Williams | Criador, produtor, roteirista e diretor |
| 1996-1997 | Waynehead                                           | Toof/Kid       |                                         |
| 1996      | The Parent 'Hood                                    | Ele mesmo      | 1 episódio                              |
| 1998      | Comics Come Home 4                                  | Ele mesmo      |                                         |
| 1999      | Happily Ever After: Fairy Tales for Every Child     | Bad Boy (voz)  | 1 episódio                              |
| 2000      | MTV Video Music Awards de 2000                      | Apresentador   | Junto com Marlon Wayans                 |
| 2006      | Thugaboo: Sneaker Madness                           | Slim (voz)     |                                         |
| 2006      | Thugaboo: Miracle on D-Roc's Street                 | Slim, Cheapie  | voz                                     |
| 2016      | Animals.                                            | Tommy (voz)    | 1 episódio                              |